# 니시칸노촌
니시칸노촌(西神納村)은 니가타현 이와후네군에 있던 촌이다. 

## 역사
- 1889년 4월 1일 - 정촌제 시행에 의해 이와후네군 니시칸노촌이 성립하였다.
- 1955년 1월 10일 - 히라바야시촌, 간노촌과 합병해, 가미하야시촌이 되어 소멸하였다.

## 교통

### 철도
- 일본국유철도 (현 동일본 여객철도)
  - 우에쓰 본선

### 도로
- 1급 국도
  - 국도 제7호선

## 참고문헌
- 『市町村名変遷辞典』東京堂出版、1990年。